# ドロマエオサウルス科
ドロマエオサウルス科（ドロマエオサウルスか、英: Dromaeosauridae）もしくはドロマエオサウルス類（ドロマエオサウルスるい）は、代表的な属としてミクロラプトルやデイノニクスを含む獣脚類恐竜の分類群である。

## 形態的特徴
後肢の第2指の鉤爪と束状に強化された尾が共通の特徴である。

## 生息時期
ジュラ紀に登場し、白亜紀前期から後期にかけて繁栄した。

## 生息地域
生息地域は北アメリカのデイノニクス、ユタラプトル、アジアのミクロラプトル、ヴェロキラプトルが有名である。起源はティラノサウルス類同様ユーラシアであり、一部の種がベーリング陸橋をわたり北アメリカに移住した可能性が大きい。同様の事がハドロサウルス科、アンキロサウルス科、角竜類など白亜紀に繁栄した主なグループの多くにみられる。

## 分類
ドロマエオサウルス科はドロマエオサウルス亜科、ミクロラプトル亜科、ウネンラギア亜科、ヴェロキラプトル亜科の4亜科に細かく分類されるが、分類法によっては、多くの属はどの亜科にも割り当てられない。
知られている最古のドロマエオサウルス類はウネンラギア亜科とされる。このグループはドロマエオサウルス類で最も独自性が疑わしい分類群で、そのメンバーのうちのいくつか、あるいはすべてが他の亜科に属するということもありうる。地上を住処とするメンバーは飛ぶには大きすぎるが、ブイトレラプトル及びウネンラギアのような体の小さいメンバーは、強い飛行適応性を示している。ラホナヴィスに至っては、風切り羽の付着部の印象化石が発見されており、十分に発達した翼と非常に小さい体から、この動物が飛べた可能性は高い。
ドロマエオサウルスの中で最も原始的な次のクレードはミクロラプトル亜科である。このグループは、最小のドロマエオサウルス類の多くを含んでいる。樹上性であったと考えられる。既知のドロマエオサウルス皮膚印象はすべて、このグループのものである。その標本はすべて、羽毛および発達した翼が体の広範囲を覆っていたことを示す。ウネンラギア亜科同様、活発な飛行ができたかもしれない。
ヴェロキラプトル亜科はこの科を代表する有名な属がいくつか含まれる。ツァーガンの発見がこのグループの発足に貢献した。サウロルニトレステスがこれに分類されているが、まだ不確かである。
ドロマエオサウルス亜科は通常、箱形の頭骨（他の亜科は一般に、頭骨の先端が先細っている）と大型であることが特徴づけられる。

### 系統
- 有羊膜類 Amniota

竜弓類 Sauropsida
爬虫類 Reptilia
双弓類 Diapsida
主竜形類 Archosauromorpha
主竜類 Archosaurs
恐竜 Dinosauria
竜盤類 Saurischia
獣脚類 Theropoda
テタヌラ類 Tetanurae
コエルロサウルス類 Coelurosauria
ドロマエオサウルス類 Dromaeosauridae

### 主な属

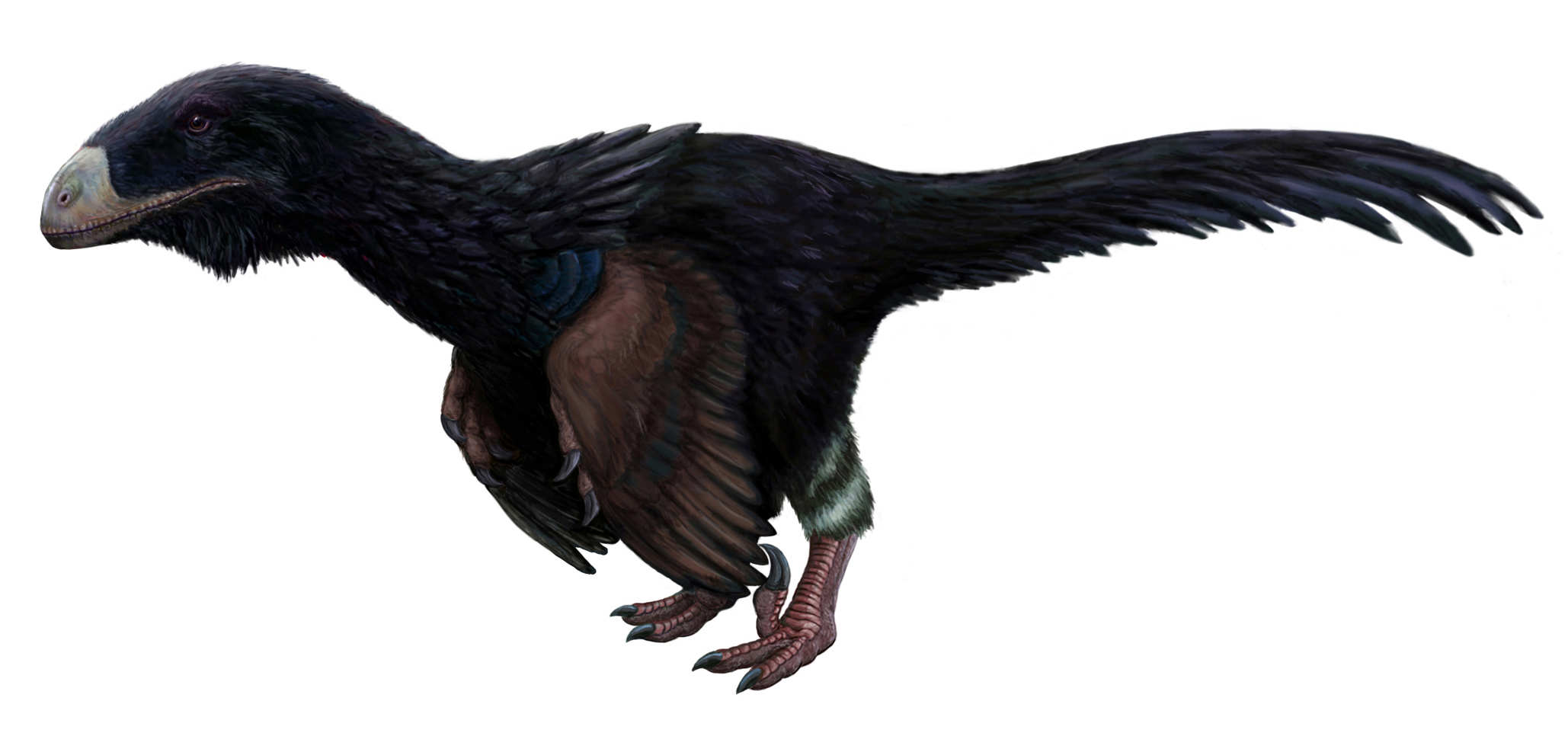
アトロキラプトル Atrociraptor

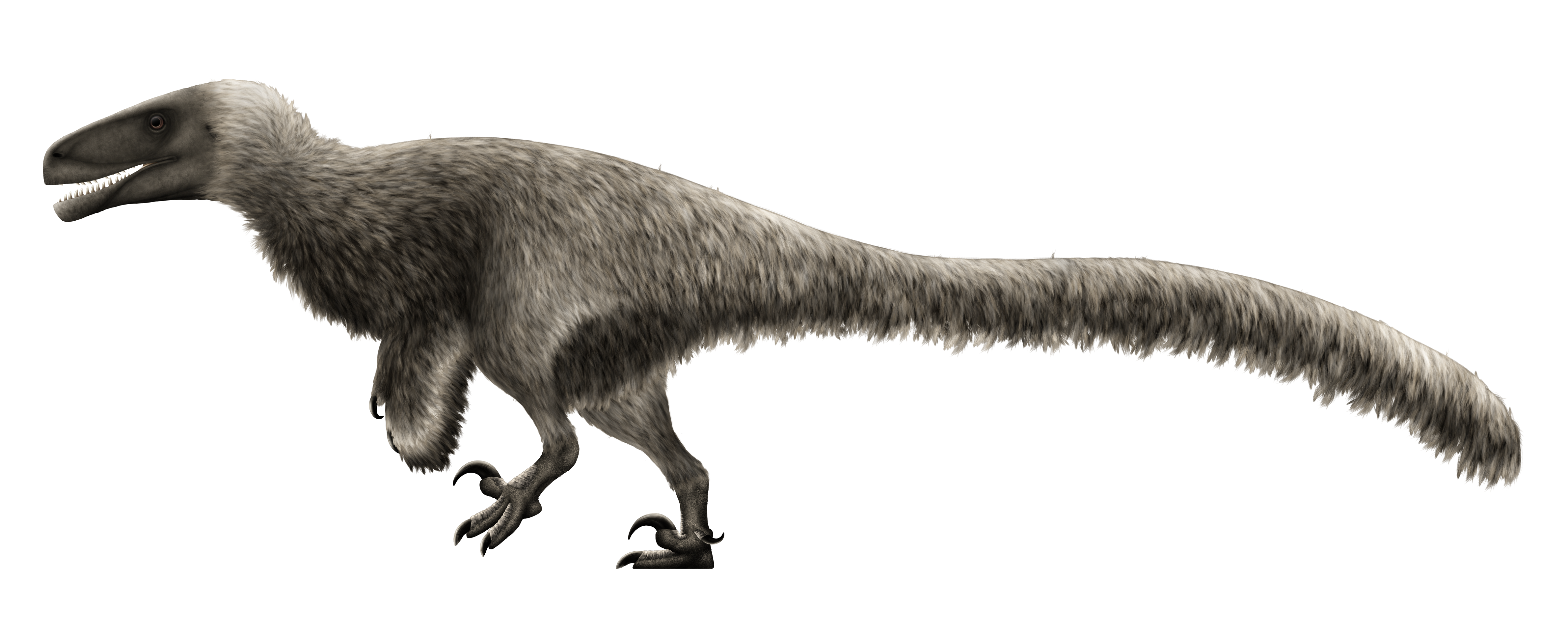
アキロバトル Achillobator

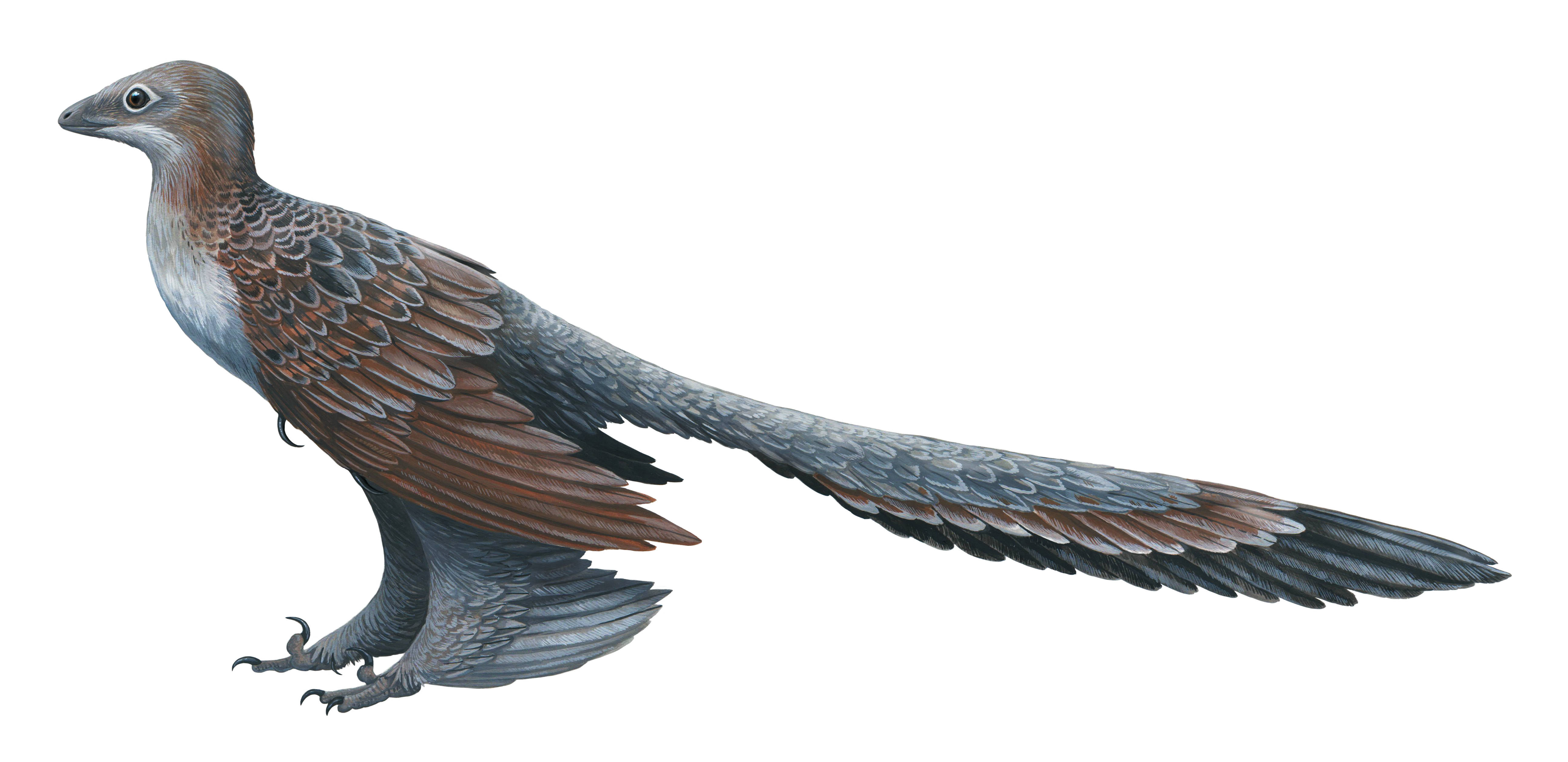
カンギュラプトル Changyuraptor

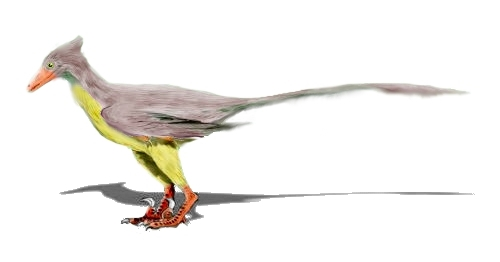
ラホナヴィス Rahonavis

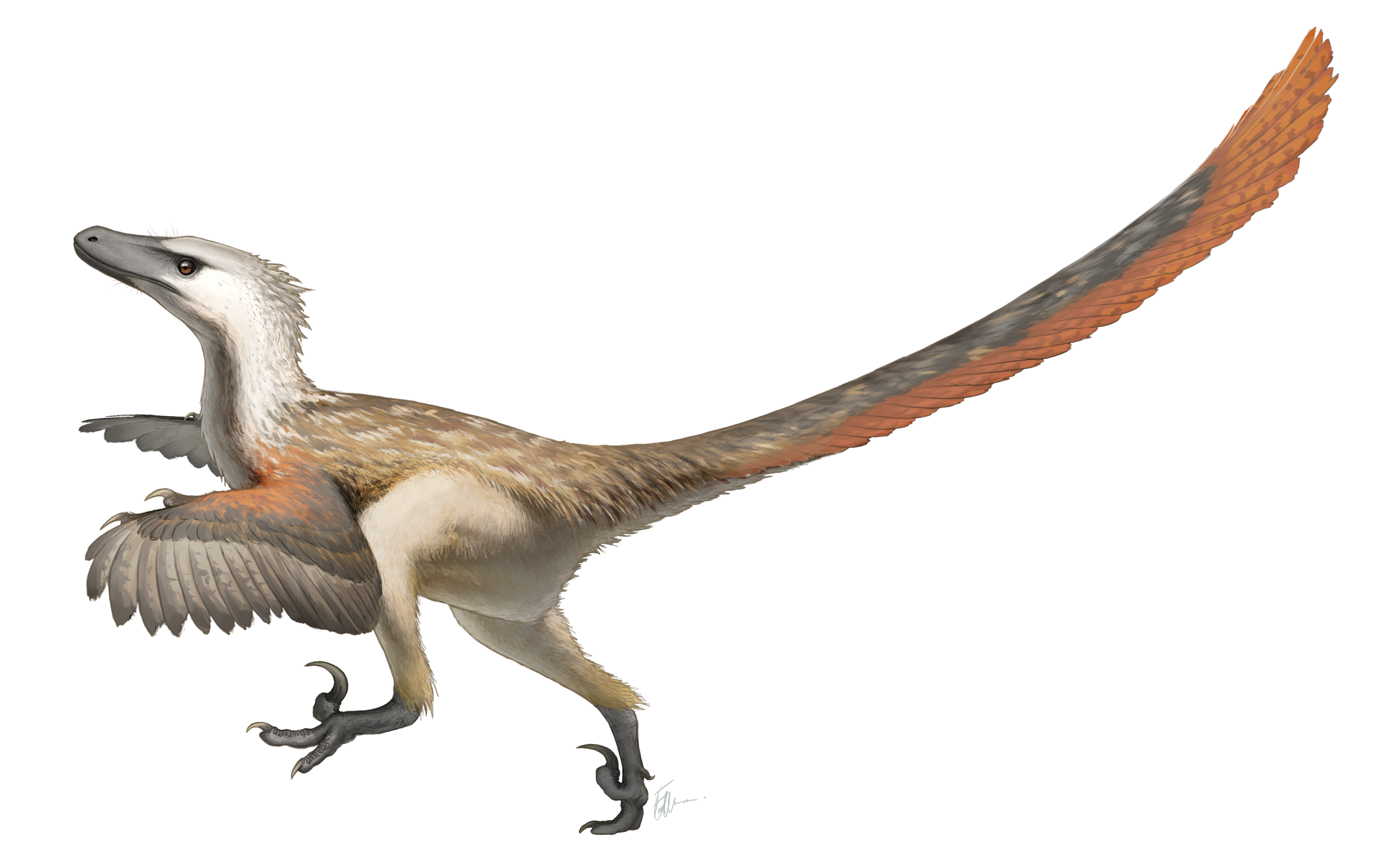
ヴェロキラプトル Velociraptor

- アトロキラプトル Atrociraptor
- ドロマエオサウロイデス Dromaeosaurides
- ルアンクアンラプトル Luanchuanraptor
- マハカラ Mahakala
- ピロラプトル Pyroraptor
- ウンクイロサウルス Unquillosaurus
- ヴァリラプトル Variraptor
- ドロマエオサウルス亜科 Dromaeosaurinae
  - アキロバトル Achillobator
  - アダサウルス Adasaurus
  - ドロマエオサウルス Dromaeosaurus
  - ダコタラプトルDakotaraptor
  - ユタラプトル Utahraptor
- ミクロラプトル亜科 Microraptorinae
  - バンビラプトル Bambiraptor
  - カンギュラプトル Changyuraptor
  - クリプトヴォランス Cryptovolans
  - グラキリラプトル Graciliraptor
  - ミクロラプトル Microraptor
  - シノルニトサウルス Sinornithosaurus
- ウネンラギア亜科　Unenlagiinae
  - ブイトレラプトル Buitreraptor
  - ネウケンラプトル Neuquenraptor
  - ラホナヴィス Rahonavis
  - シャナグ Shanag
  - ウネンラギア Unenlagia
- ヴェロキラプトル亜科 Velociraptorinae
  - デイノニクス Deinonychus
  - ヌテテス Nutetes
  - サウロルニトレステス saurornitholestes
  - ツァーガン Tsaagan
  - ヴェロキラプトル Velociraptor

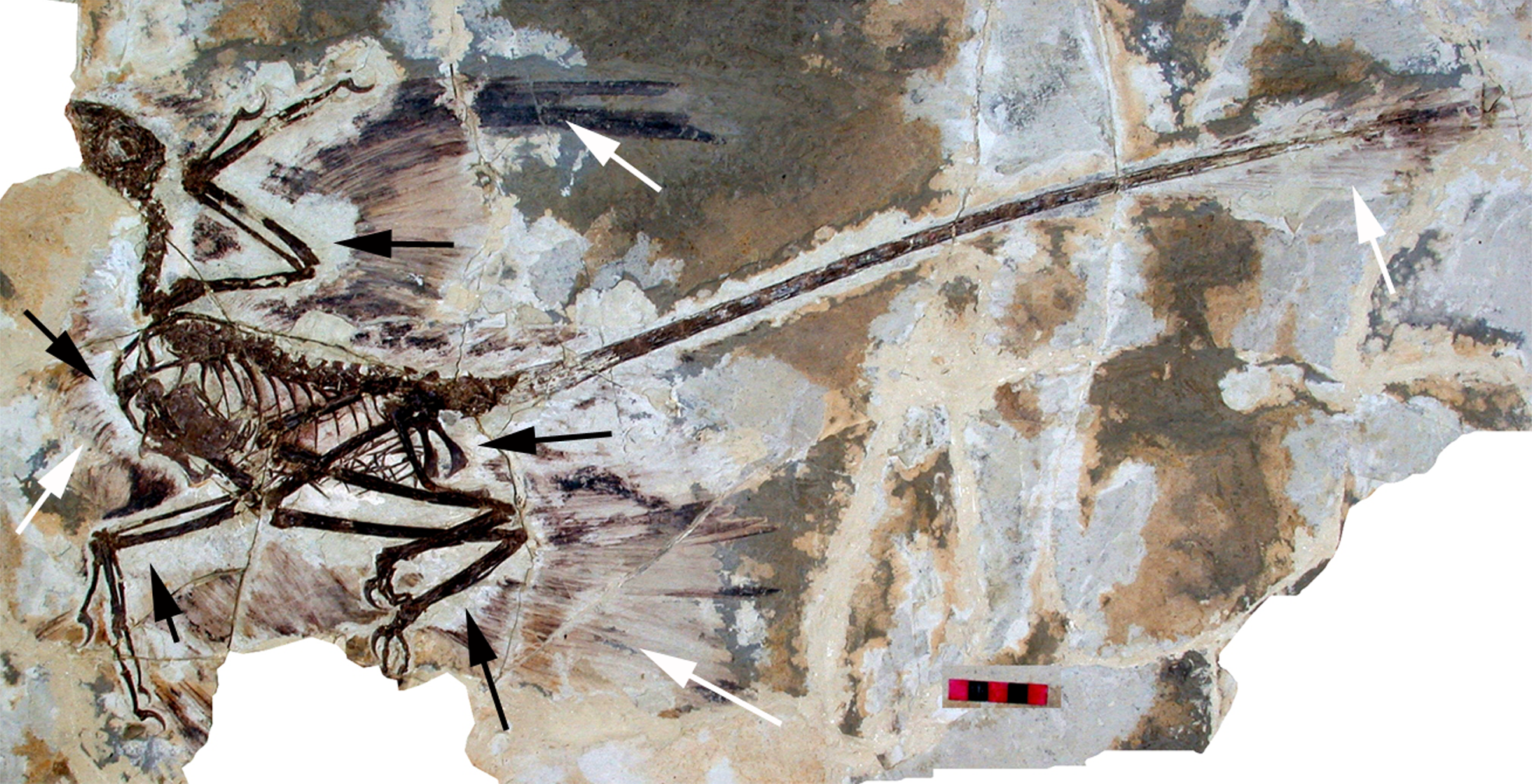
ミクロラプトル化石
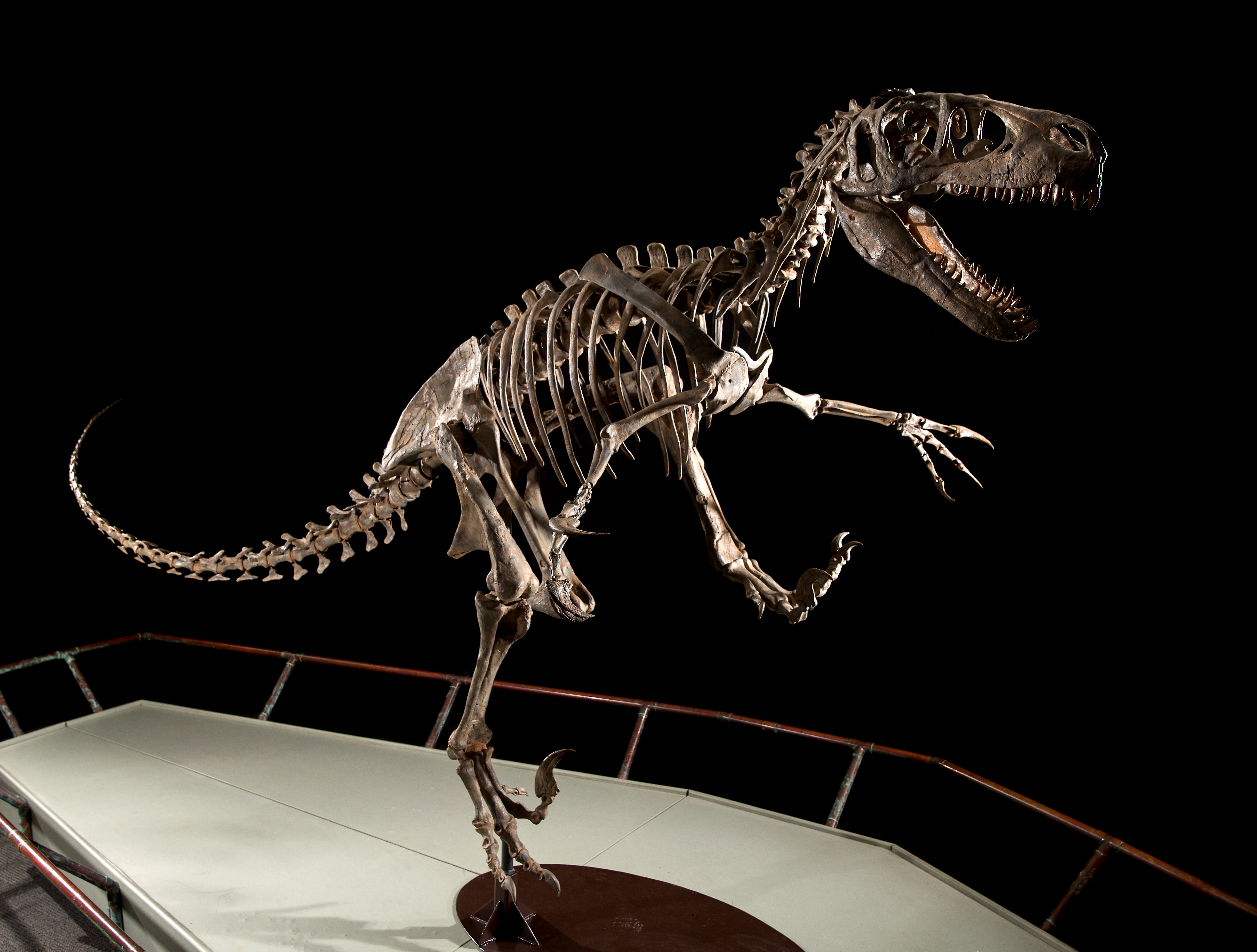
ユタラプトル骨格
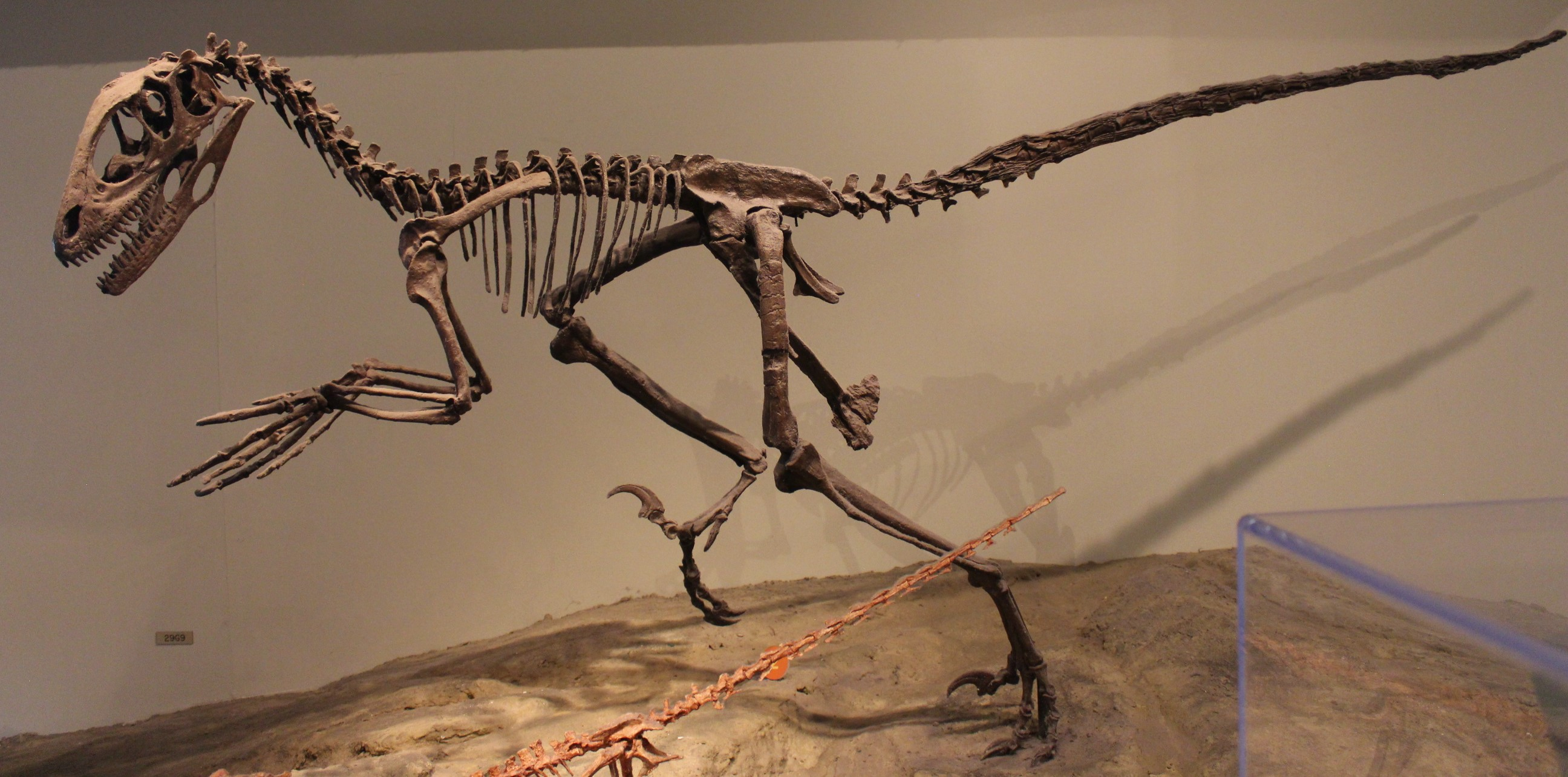
ディノニクス骨格